# Óstraco de Mesad Hashavyahu
Óstraco de Mesad Hashavyahu también conocido como Ostracón de Yavne-Yam, es un óstraco que contiene una apelación escrita por un trabajador del campo al gobernador de la fortaleza en relación con la confiscación de su capa, que el escritor considera injusta. El artefacto fue encontrado en 1960 por Joseph Naveh en Mesad Hashavyahu, cerca de Yavne-Yam. La inscripción se conoce como KAI 200.
En la inscripción, el trabajador hace su petición al gobernador basándose tanto en la confiscación inmerecida de la prenda como, implícitamente, en la ley bíblica relativa a la retención de la capa de una persona después de la puesta de sol como garantía de una deuda (26-27 12-13). Aunque la petición no cita específicamente la ley, ésta debía ser conocida tanto por los gobernantes como por los campesinos. Algunos estudiosos sostienen que el óstraco lleva la primera referencia extrabíblica conocida al día de descanso hebreo, pero la cuestión es discutida.
En cuanto a quién controlaba esta zona de la llanura filistea, Shmuel Ahituv afirma: «La carta está escrita en buen hebreo bíblico, además de una posible omisión del escriba aquí o allá, y la escritura es la de un escriba entrenado. El supervisor del trabajo mencionado en el texto lleva un nombre claramente judaico, Hoshavyahu. Todos estos factores apuntan a una época de control judaico sobre la zona». Naveh está de acuerdo: «El conjunto de las cuatro inscripciones hebreas atestigua que esta fortaleza estuvo bajo control judaico en aquella época. ... Parece probable que Josías pusiera a un gobernador militar a cargo de la fortaleza, y que la fuerza guarnecida allí fuera abastecida con provisiones por los campesinos que vivían en los asentamientos no amurallados de los alrededores».
El óstraco se encontró bajo el suelo de una habitación adyacente al complejo de la guardia/puerta, tiene aproximadamente 20 cm de alto por 16,5 cm de ancho y contiene 14 líneas de texto visibles. En total, se recuperaron siete artefactos clave, seis de ellos óstraco con inscripciones en lengua hebrea. Los fragmentos de cerámica de la capa superior representaban cerámica griega —de principios del Jónico/Anatolia Sudoccidental— o del periodo persa. Los óstraca de este yacimiento se encuentran actualmente en el Museo de Israel en Jerusalén.

## Texto paleohebreo
ישמע אדני השר
את דבר עבדה. עבדך
קצר. היה. עבדך. בח
צר אסם. ויקצר עבדך
ויכל ואסם כימם. לפני שב
ת כאשר כל {ע}בדך את קצר וא
סם כימם ויבא הושעיהו בן שב
י. ויקח. את בגד עבדך כאשר כלת
את קצרי זה ימם לקח את בגד עבדך
וכל אחי. יענו. לי. הקצרם אתי בחם.
{ה}ש {מש} אחי. יענו. לי אמן נקתי מא
{שם}.........בגדי ואמלא. לשר להש
{יב} ..........עב{דך}.....אלו. רח
{מם. והש}בת את {בגד. ע}בדך ולא תדהמ נ
Romanizado:
yšm‘ ’dny hšr
’t dbr ‘bdh. ‘bdk
qṣr. hyh. ‘bdk. bḥ
ṣr ’sm. wyqṣr ‘bdk
wykl w’sm kymm. lpny šb
t k’šr kl {‘}bdk ’t qṣr w’
sm kymm wyb’ hwš‘yhw bn šb
y. wyqḥ. ’t bgd ‘bdk k’šr klt
’t qṣry zh ymm lqḥ ’t bgd ‘bdk
wkl ’ḥy. y‘nw. ly. hqṣrm ’ty bḥm.
{h}š {mš} ’ḥy. y‘nw. ly ’mn nqty m’
{šm}.........bgdy w’ml’. lšr lhš
{yb} ..........‘b{dk}.....’lw. rḥ
{mm. whš}bt ’t {bgd. ‘}bdk wl’ tdhm n

## Traducción
«¡Que mi señor, el gobernador, escuche la palabra de su siervo! Tu siervo es segador. Tu siervo estaba en Hazar Asam, y tu siervo cosechó, y terminado, y almacenado (el grano) durante estos días antes del sábado. Cuando tu siervo había terminado de cosechar, y estaba almacenando (el grano) durante estos días, vino Hoshavyahu, el hijo de Shobi, y se apoderó del manto de tu siervo, cuando yo había terminado la cosecha. Hace ya algunos días que se apoderó del manto de tu siervo. Y todos mis compañeros pueden dar testimonio por mí -los que cosecharon conmigo en el calor de la cosecha- sí, mis compañeros pueden dar testimonio por mí. Amén. Si soy inocente de cualquier mal, [devuélveme] mi vestido; y si no, es el derecho del gobernador [considerar mi caso] y enviarle un mensaje para que restaure el manto de tu siervo. Y no le desagrade [la súplica de tu siervo]...»
Debido a las roturas del óstraco y las partes faltantes en la parte inferior derecha, Naveh señala que hay muy pocas letras en la línea 13 para adivinar exactamente lo que está escrito. Lo mismo puede decirse de las líneas 11-14 que se reconstruyen y de la línea 15 que falta.